# مرد کرکسی
مرد کرکسی (انگلیسی: Condorman) یک فیلم ابرقهرمانی فیلم کمدی آمریکایی محصول سال ۱۹۸۱ به کارگردانی چارلز جروت، تولید والت دیزنی پیکچرز و با بازی مایکل کراوفورد، باربارا کاررا و الیور رید است. این فیلم داستان یک تصویرگر کتاب‌های کمیک، وودرو ویلکینز، را دنبال می‌کند که تلاش می‌کند به یک مأمور کاگ‌ب اتحاد جماهیر شوروی کمک کند تا به غرب پناهنده شود.

## داستان
وودرو «وودی» ویلکینز نویسنده و تصویرگر تخیلی و عجیب و غریب کتاب‌های کمیک است که برای قهرمان کمیک خود، «مرد کرکسی» (Condorman) حس واقع‌گرایی را می‌طلبد. او به همین منظور لباسی برای پرواز می‌سازد و خود را از برج ایفل پرتاب می‌کند. این پرواز آزمایشی ناموفق است و بال راست او می‌شکند و او را به رود سن می‌فرستد.
پس از این حادثه، دوستش هری، که کارمند بخش اسناد سیا است، از او می‌خواهد که مأموریتی ظاهراً ساده برای مبادله اسناد غیرنظامی در استانبول انجام دهد. وقتی وودی به استانبول می‌رسد، با زنی زیبای شوروی به نام ناتالیا رامبوا آشنا می‌شود که در نقش یک شهروند شوروی برای انجام مبادله ظاهر می‌شود. اما بعداً مشخص می‌شود که او در واقع یک جاسوس کاگ‌ب است. وودی نام واقعی خود را به ناتالیا نمی‌گوید و به‌جای آن هویتی جعلی به‌عنوان یک مأمور ارشد آمریکایی با کد «مرد کرکسی» معرفی می‌کند. در جریان این ملاقات، وودی به‌طور تصادفی از یک حمله گروهی تروریست‌ها جان سالم به در برده و جان ناتالیا را نجات می‌دهد و مأموریت مبادله را انجام می‌دهد. ناتالیا تحت تأثیر مهارت‌های وودی قرار می‌گیرد و از طرفی از رفتار عاشقانه/رئیس خود کروکوف در مسکو دل‌زده می‌شود و تصمیم می‌گیرد پناهنده شود و از سیا درخواست می‌کند که «مرد کرکسی» مأموری باشد که به او کمک کند.
در پاریس، ملاقات وودی با ناتالیا الهام‌بخش او می‌شود تا یک شخصیت ابرقهرمانی زن به نام «بانوی لیزری» طراحی کند که بر اساس ناتالیا ساخته شده است. سپس از طرف هری و رئیسش، روس، به او اطلاع داده می‌شود که او باید یک مأمور شوروی در حال پناهندگی به نام «خرس» را همراهی کند. وودی ابتدا از انجام مأموریت سر باز می‌زند، اما وقتی روس فاش می‌کند که «خرس» همان ناتالیا است، وودی به شرطی که سیا تجهیزاتی بر اساس طراحی‌های او تهیه کند، قبول می‌کند. با این حال، وودی جزئیات عملیات تخلیه را در داستان جدید مرد کرکسی خود منتشر می‌کند که به کروکوف اجازه می‌دهد مسیر او را ردیابی کند، پس از اینکه هویت وودی را کشف می‌کند.
وودی در یوگسلاوی با ناتالیا ملاقات می‌کند و او را از دست افراد کروکوف به رهبری موروویچ، یک قاتل تک‌چشمی و بی‌رحم، نجات می‌دهد. پس از پیوستن به هری در ایتالیا، این سه نفر به سوئیس می‌روند، جایی که ناتالیا حقیقت وودی را زمانی کشف می‌کند که گروهی از کودکان او را از روی کمیک‌های وودی می‌شناسند. سفر آن‌ها به فرانسه با مشکل مواجه می‌شود، زیرا موروویچ وودی و هری را از مأموریت خارج کرده و افراد کروکوف ناتالیا را دوباره اسیر می‌کنند و به مقر خود در مونت‌کارلو بازمی‌گردند. به وودی گفته می‌شود که مأموریت شکست خورده و او و هری باید به پاریس بازگردند، اما وودی از هری دو روز دیگر درخواست می‌کند تا عملیاتی برای نجات ناتالیا انجام دهد.
وودی و هری در نقش شیوخ عرب مبدل می‌شوند و در کازینو مونت‌کارلو انحرافی ایجاد می‌کنند تا ناتالیا را از دست کروکوف و افرادش نجات دهند. در حالی که هری با یک رولزرویس فرار می‌کند، وودی از نسخه‌ای بهبودیافته از لباس مرد کرکسی خود استفاده کرده و همراه با ناتالیا از کازینو پرواز کرده و روی اسکله فرود می‌آید. آن‌ها سوار قایق کندور می‌شوند و از دست کروکوف و قایق‌های تندرو او فرار می‌کنند. کروکوف و موروویچ با یک قایق تندروی دیگر آن‌ها را تعقیب می‌کنند. قایق کندور به نقطه جمع‌آوری خود می‌رسد، اما موروویچ قصد دارد با قایق خود به آن‌ها برخورد کند. وقتی موروویچ دستورات فرمانده‌اش برای بازگشت به پایگاه را نادیده می‌گیرد، کروکوف قایق را ترک می‌کند. قایق کندور توسط هلیکوپتر سیا بلند می‌شود و از برخورد جلوگیری می‌کند، و موروویچ با یک صخره در جزیره برخورد می‌کند.
چند روز بعد، وودی، ناتالیا و هری در ورزشگاه داجر در لس‌آنجلس هستند، جایی که روی بالن گودیر نوشته‌ای نمایش داده می‌شود که ورود ناتالیا به ایالات متحده را خوشامد می‌گوید. روی بالن، روس با هری تماس می‌گیرد و از او می‌خواهد از وودی بپرسد که آیا علاقه‌مند است مأموریتی دیگر به عنوان مرد کرکسی انجام دهد یا خیر.

## بازیگران
- مایکل کراوفورد در نقش وودرو «وودی» ویلکینز
- باربارا کاررا در نقش ناتالیا رامبوا
- الیور رید در نقش کروکوف
- جیمز همپتون در نقش هری
- ژان-پیر کالفون در نقش موروویچ
- دینا الکار در نقش روس
- ورنن دابچف در نقش مأمور روسی
- رابرت آردن در نقش رئیس سیا

## تولید

### توسعه
مرد کرکسی از رمان The Game of X نوشته رابرت شکلی که در سال ۱۹۶۵ منتشر شد الهام گرفته است. روزنامه Chicago Tribune آن را «واقعاً خنده‌دار و هیجان‌انگیز» توصیف کرد. روزنامه The New York Times آن را «اغلب بسیار خنده‌دار» خواند. روزنامه Los Angeles Times آن را «پرشور» توصیف کرد.
این فیلم کمی جسورانه‌تر از آنچه معمولاً توسط دیزنی تولید می‌شد بود. رئیس وقت دیزنی، ران میلر، شخصیت باربارا کاررا را «سکسی‌ترین شخصیت در تاریخ دیزنی» توصیف کرد.
ماشین مرد کرکسی (Condormobile) یک خودروی کیت Nova Sterling تغییر یافته بود.

### فیلم‌برداری
مرد کرکسی در پاریس، مونت‌کارلو و زرمات سوئیس فیلم‌برداری شد. رمی ژولین، راننده بدل‌کار معروف فرانسوی که پیش‌تر در فیلم‌هایی مانند کسب‌وکار ایتالیایی و چندین فیلم از فهرست فیلم‌های جیمز باند (در میان بیش از صد اثر دیگر) فعالیت داشت، هماهنگی بدل‌کاری‌ها و تعقیب و گریزهای ماشینی فیلم را بر عهده داشت. جولین که عمدتاً در تولیدات فرانسوی فعالیت می‌کرد، استاندارد بالایی را برای صحنه‌های مربوط به خودرو در این فیلم حفظ کرد و اظهار داشت: «یک تعقیب و گریز خوب را از تازه و غافلگیرکننده بودنش می‌شناسید. یک تعقیب و گریز بد شما را یاد صدها موردی می‌اندازد که قبلاً دیده‌اید.»
جلوه‌های ویژه فیلم توسط کالین چیلورز طراحی شد که پیش‌تر روی دو فیلم اول سوپرمن در فیلم با بازی کریستوفر ریو کار کرده بود. این جلوه‌ها در همان مکانی فیلم‌برداری شدند که چیلوِرز برای فیلم‌های Superman استفاده کرده بود: استودیوهای پاین‌وود. استفاده از همان امکانات به چیلوِرز این امکان را داد که به‌طور کارآمد افکت‌هایی را که می‌خواست خلق کند، تجهیزات فیلم Superman را مجدداً استفاده کرده و برای Condorman تطبیق دهد. یکی از مشکلاتی که چیلوِرز با آن روبه‌رو شد، عدم تطابق قالب‌هایی بود که برای ریو استفاده شده بود با مایکل کراوفورد، و او مجبور شد قالب‌های جدیدی برای کراوفورد بسازد. او همچنین یک قانون سکوت سخت‌گیرانه بر ۱۲ عضو تیم خود اعمال کرد تا هیچ‌گاه روش‌های استفاده شده برای خلق افکت‌ها پس از انتشار فیلم را فاش نکنند و اظهار داشت: "[چرا باید مخاطبان بدانند که هر افکت چگونه انجام شده است؟ این باعث کاهش لذت آن‌ها از فیلم می‌شود.]"

## اکران
فیلم در تاریخ ۲ ژوئیه ۱۹۸۱ در اودیون ماربل آرچ لندن به نمایش درآمد. فیلم در گیشه عملکرد ضعیفی داشت و گزارش شده که دیزنی ۹٫۵ میلیون دلار از این پروژه ضرر کرد. بازده مالی ناامیدکننده Condorman به همراه سه فیلم شکست‌خورده دیگر، به عملکرد مالی ضعیف دیزنی در سال ۱۹۸۱ کمک کرد.

## بازخورد
این فیلم در زمان اکرانش در سال ۱۹۸۱ به شدت توسط منتقدان مورد انتقاد قرار گرفت. این فیلم امتیاز ۲۷٪ را در راتن تومیتوز بر اساس ۱۵ نقد دریافت کرد و میانگین نمره آن ۴٫۴ از ۱۰ بود. Los Angeles Times آن را «کسل‌کننده» و «دلسردکننده» خواند. در برنامه تلویزیونی At the Movies، منتقدان جین سیسکل و راجر ایبرت هر دو فیلم را منفی ارزیابی کردند و به عناصر خوب آن اشاره کردند اما عمدتاً به استانداردهای پایین تولید مانند کابل‌های مشهود برای صحنه‌های پرواز مرد کرکسی و کروما کی آشکار انتقاد داشتند. هر دو منتقد اظهار داشتند که دیزنی بار دیگر چند سال از زمان خود عقب‌تر بود. از سوی دیگر، جان کوری از نیویورک تایمز نقد مثبتی نوشت و فیلم را "بی‌درد و عفیف" توصیف کرد و اظهار داشت که "[تماشای آن هنگام خوردن پاپ‌کورن بدترین انتخاب نیست.]"
با این حال، علی‌رغم شکست‌های فیلم، مرد کرکسی در میان طرفداران هواداران سرسخت دیزنی محبوبیت پیدا کرده است.

## رسانه

### رسانه خانگی
مرد کرکسی برای اولین بار در ژانویه ۱۹۸۲ روی وی‌اچ‌اس و بتامکس منتشر شد. این فیلم بار دیگر روی VHS منتشر شد و اولین نسخه کد منطقه‌ای دی‌وی‌دی آن در ۱۸ مه ۱۹۹۹ توسط انکر بی انترتینمنت عرضه شد. نسخه‌ای با کد منطقه‌ای ۲ در ۲۱ اوت ۲۰۰۶ منتشر شد. این فیلم دوباره در ۱ مه ۲۰۰۹ به‌طور انحصاری برای اعضای Disney Movie Club در منطقه ۱ عرضه شد.

### موسیقی متن
موسیقی کامل فیلم که توسط هنری مانچینی ساخته شده بود، در ۱۳ نوامبر ۲۰۱۲ روی سی‌دی توسط اینترادا رکوردز منتشر شد. این آلبوم شامل بیست قطعه از فیلم و هشت قطعه اضافی بود که در مجموع بیش از ۶۰ دقیقه زمان داشت و به عنوان جلد ویژه شماره ۲۱۹ اینترادا منتشر شد. این انتشار بخشی از یک همکاری ویژه با شرکت والت دیزنی بود که منجر به انتشار چندین موسیقی نادر دیزنی روی سی‌دی شد.

### رمان‌سازی
جو کلارو رمان‌سازی فیلم را انجام داد که در سال ۱۹۸۱ توسط اسکلاستیک در ۳۵۰٬۰۰۰ نسخه منتشر شد.

### اقتباس کمیک بوک/دنباله
اقتباسی کمیک بوکی از 'مرد کرکسی توسط ویتمن کامیکس در زمان انتشار فیلم منتشر شد. یکی از تغییرات قابل توجه در تصاویر این بود که روس، رئیس سیا، به یک شخصیت آفریقایی-آمریکایی تبدیل شد. یک دنباله کمیک بوکی ماجراجویانه نیز در شماره سوم و آخرین نسخه منتشر شد که در ایالات متحده اتفاق می‌افتاد. وودی با ناتالیا نامزد شده و ماشین‌های مرد کرکسی توسط یک شرکت اسباب‌بازی ساخته می‌شوند — پوششی برای یک واحد سیا. کروکوف و موروویچ بار دیگر ظاهر شده و تلاش می‌کنند ناتالیا را به زور به شوروی بازگردانند.
این فیلم همچنین به یک کمیک استریپ هفتگی برای Treasury of Classic Tales دیزنی توسط راس هیت اقتباس شد.
پس از خرید مارول کامیکس توسط دیزنی در سال ۲۰۰۹، استیون واکر، سردبیر مرد عنکبوتی شگفت‌انگیز (کتاب کمیک)، تلاش کرد تا Condorman را وارد دنیای مارول کند.

### بازی‌های ویدئویی
بال‌های مرد کرکسی را می‌توان در دیزنی اینفنتی،  Disney Infinity 2.0 و دیزنی بینهایت ۳٫۰ از طریق یک دیسک قدرت فراخوانی کرد. این بال‌ها به بازیکن اجازه می‌دهند که در هوا پرواز کند.

### اشاره‌ها در فرهنگ عامه
در فیلم کوتاه ریزه میزه از پیکسار، یک اسباب‌بازی مرد کرکسی (با صداپیشگی باب برگن) در جلسه گروه حمایتی اسباب‌بازی‌های دورافتاده جعبه کودک ظاهر می‌شود.

## رسانه

### رسانه خانگی
فیلم مرد کرکسی برای اولین بار در ژانویه ۱۹۸۲ روی وی‌اچ‌اس و بتامکس منتشر شد. ...